# Kerstin Walther

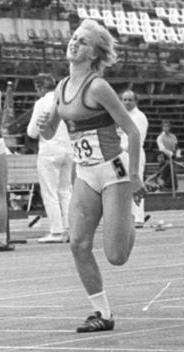
Kerstin Walther, 1978

Kerstin Walther (* 15. April 1961 in Altenburg) ist eine ehemalige deutsche Leichtathletin, die bei den Weltmeisterschaften 1983 mit der DDR-Staffel die Goldmedaille im 4-mal-400-Meter-Staffellauf gewann (3:19,73 min; zusammen mit Sabine Busch, Marita Koch und Dagmar Rübsam sowie im Vorlauf Ellen Fiedler und Undine Bremer).
Bei den Junioreneuropameisterschaften 1979 hatte Kerstin Walther die Titel über 100, 200 Meter und mit der 4-mal-100-Meter-Staffel gewonnen. 1983 wurde sie Hallenmeisterin der DDR über 200 Meter. Kerstin Walther startete für den SC DHfK Leipzig. Bei einer Körpergröße von 1,75 m betrug ihr Wettkampfgewicht 65 kg.

## Bestzeiten
- 100-Meter-Lauf: 11,34 s (1982)
- 200-Meter-Lauf: 22,90 s (1980)
- 400-Meter-Lauf: 51,12 s (1983)